# Pathé BNP Paribas
Ne doit pas être confondu avec le Pathé Palace qui lui fait face ni avec les anciens Gaumont Opéra.
Le Pathé BNP Paribas est un complexe cinématographique de 5 salles dans le 2e arrondissement de Paris, situé dans le palais Berlitz au 32 rue Louis-le-Grand.

## Historique

### Aux origines du cinéma Le Berlitz
Une première salle voit le jour dans le palais Berlitz en 1933, sous le nom de Ciné L'Auto. Consacrée aux actualités sportives et aux courts métrages, elle adopte une programmation classique après-guerre et devient le Ciné Michodière. Il ferme en novembre 1950.
Le 22 décembre 1950 est inauguré Le Berlitz, nouvelle salle de 1600 places, avec le dessin animé Cendrillon des studios Disney. Imaginée par l'architecte Édouard Lardillier, la construction du Berlitz a nécessité la suppression de cinq piliers soutenant l'immeuble
. La salle est décorée par le verrier et décorateur Robert Pansart.
Cinéma prestigieux dès son ouverture, sa programmation est assurée en tandem avec le Gaumont Palace. Il est associé ultérieurement avec le Wepler, le Marignan ou encore le Bretagne.

### L'ère Gaumont (1985–2001)
En 1978, le Berlitz est repris par le circuit Gaumont. Le Gaumont Berlitz est alors restructuré pour devenir un complexe de 5 salles. Le Gaumont Opéra, premier du nom, situé à proximité au 8 boulevard des Capucines, ferme ses portes l'année suivante.
Une sixième salle est ajoutée au Gaumont Berlitz à la fin de l'année 1985, qui devient en conséquence le Gaumont Opéra. Le cinéma connaît un incendie criminel en octobre 1988, en opposition à la projection du film La Dernière Tentation du Christ de Martin Scorsese, commis par un groupe intégriste catholique.
En 1992, Gaumont et Pathé Cinéma font un échange de salles pour se renforcer chacun sur certaines villes. L'Impérial Pathé et le Français, proches du Gaumont Opéra, intègrent le circuit Gaumont. Deux ans plus tard, le palais Berlitz entame un réaménagement total. Le cinéma est entièrement reconstruit et ne devient accessible que par la rue Louis-le-Grand. Baptisé Gaumont Opéra Premier, il rouvre en janvier 1997 et forme un pôle de 14 salles avec le Gaumont Opéra Impérial et le Gaumont Opéra Français.

### Reprise par Pathé (depuis 2001)
En 2001, Gaumont et Pathé fusionnent leurs circuits de salles au sein d'une nouvelle entité, EuroPalaces, gérée par Pathé. La structure entame une modernisation des cinémas Gaumont, dont le Gaumont Opéra Premier en 2006. Après la fermeture de l'Impérial, le pôle Gaumont Opéra se voit greffer un « côté Capucines » en 2007, avec la reprise de l'ancien Paramount Opéra voisin.
À la suite du rachat des parts de Gaumont par Pathé au sein de leur circuit de salles, le Gaumont Opéra Premier passe sous enseigne Pathé en octobre 2019.

### Partenariat avec BNP Paribas (depuis 2025)
À la suite de la réouverture du Pathé Palace, qui lui fait face, le Pathé Opéra Premier entame un vaste chantier de rénovation à partir de l'été 2024. Il rouvre en avril 2025 sous le nom Pathé BNP Paribas, en partenariat avec le groupe bancaire habitant le même bâtiment.
À l'instar du Pathé Parnasse, le cinéma entame une mue haut de gamme en diminuant sa capacité d'accueil pour améliorer le confort des spectateurs. Le Pathé BNP Paribas propose désormais cinq salles, contre six précédemment ; la sixième étant réservée aux projections internes du groupe, dont les bureaux du circuit intègrent également le bâtiment.

## Moyens d'accès
Le Pathé BNP Paribas est desservi par la station Opéra du métro de Paris (sur les lignes 3, 7 et 8) et par la station Chaussée d'Antin - La Fayette (lignes 7 et 9). Il est également accessible avec les bus 20, 21, 22, 52, 53, 66 et 95.